# Ерёмичев, Валерий Петрович
Валерий Петрович Ерёмичев (род. 9 июня 1943, Сим) — российский артист театра и кино, народный артист РФ (2005).

## Биография
Родился 9 июня 1943 года в городе Сим Челябинской области.
В 1965 году окончил Высшее театральное училище имени Щепкина (объединённый курс ГИТИСа и ВТУ В. И. Цыганкова и Л. А. Волкова, 1961—1965).
С 1965 года — артист Московского театра имени Ермоловой, а также сотрудничал с Театральным центром Мейерхольда.
Снимался в кино, сыграв более 30 ролей в фильмах и сериалах.

## Работы в театре имени Ермоловой
- «Суббота, воскресенье, понедельник» — Рокко;
- «Пушкин» — Дантес;
- «Фунт мяса» — Доктор;
- «Время и семья Конвей» (Д. Пристли. Режиссёр: Л. Галлис. 1965) — Робин;
- «Теория невероятности» — Митя;
- «Мачеха» — Фердинанд и Ромоль;
- «Бал воров» (Ж. Ануя. Режиссёр: В. Андреев. 1966) — Гектор;
- «Бег» — Скунский;
- «Мера истины» — Даверас;
- «Чудак» — Исмаил;
- «Лейтенант Шмидт» — Матрос;
- «Сотворившая чудо» — Джеймс;
- «Бег» — Дебрызар;
- «Вся королевская рать» — Профессор;
- «Стеклянный зверинец» — Том;
- «Золотой мальчик» — Сигги и Фюзелли;
- «Не в свои сани не садись» (А. Островского. Режиссёр: В. Андреев. 1972)  — Вихорев;
- «Завтра в семь» — Туманян;
- «Звезды для лейтенанта» — Казарян;
- «Ван Гог» — Поль Гоген;
- «Грамматика любви» (по рассказу И. Бунина. Режиссёры: И. Соловьёва, Г. Энтин. 1973) — Он;
- «Играем Стринберга» — Курт;
- «Горное гнездо» — Альфред Осипович Прейн;
- «Крейцерова соната» (Л. Толстого. Режиссёр: В. Андреев. 1978) — Василий Позднышев;
- «В порядке исключения» — Лагин;
- «Коварство и любовь» — Президент фон Вальтер;
- «Казанский университет» — полковник Гангардт;
- «Адам женится на Еве» — Секретарь;
- «Василиса Мелентьева» — Князь Воротынский;
- «Дом, где разбиваются сердца» (Б. Шоу. Режиссёр: М. Скандаров. 1981) — Гектор Хешебай;
- «Все могут короли» — Чинзанов Федр Петрович;
- «Говори» (А. Буравского) — Борзов;
- «Эксцентричный детектив» — Чарльз;
- "Гостиница «Астория» — Коновалов;
- «Василиса Мелентьева» (А. Островского. Режиссёр: В. Андреев. 1982) — Князь Воротынский;
- «Второй год свободы» — Священник;
- «Приглашение на казнь» — Директор тюрьмы;
- «Спортивные сцены 1981 года» (Э. Радзинского. Режиссёр: В. Фокин. 1986) — Михалёв;
- «Калигула» (А. Камю. Режиссёр: А. Житинкин. 1991) — Херея;
- «Бесноватая» — Генерал;
- «Сверчок на печи» — Текелтон;
- «Воспитанница» — Потапыч;
- «Ночь в Эстроте» — Бьёрн;
- «Мария Стюарт» (Ф. Шиллера. Режиссёр: В. Андреев. 1996) — граф Шрусбери;
- «Великая Екатерина» (Б. Шоу) — Потёмкин;
- «Благодарю Вас, навсегда» — Портос;
- «Исповедь начинающего» (А. Вампилова. Режиссёр: В. Андреев) — Дутов:
- «Весенняя гроза» (Т. Уильямса. Режиссёр: А. Огарёв. 2010) — Оливер Критчфилд;
- «Событие» (В. Набокова. Режиссёр: О. Невмержицкая. 2016) — Мешаев, Мешаев второй;
- «Возвращение домой» (Г. Пинтера. Режиссёр: И. Миневцев. 2016) — Сэм.

## Работы в кино
- 1963 — Два воскресенья — эпизод
- 1964 — Будь стойкой, Юта! (фильм-спектакль) — Эвальд
- 1967 — Машенька Беленькая (фильм-спектакль) — Тихонов
- 1968 — Гроза над Белой — Тухачевский
- 1969 — Оправдание Паганини (фильм-спектакль) — Карло
- 1969 — Большой круг (фильм-спектакль) — Махмуд
- 1970 — Горянка (фильм-спектакль) — Осман
- 1971 — Повесть о днях Василия Гулявина (фильм-спектакль) — полковник
- 1971 — Клоун (фильм-спектакль) — режиссёр цирка Раскатов
- 1972 — Теория невероятности (фильм-спектакль) — Митя, учёный
- 1972 — Следствие ведут Знатоки. Дело № 7. Несчастный случай — Сергей Николаевич Зимин, журналист
- 1972 — Не в свои сани не садись (фильм-спектакль) — Виктор Аркадьевич Вихорев, отставной кавалерист
- 1974 — Хождение по мукам — генерал Романовский
- 1974 — Время и семья Конвей (фильм-спектакль) — Робин, сын миссис Конвей
- 1977 — Разлом (фильм-спектакль) — Штубе
- 1978 — Диалоги (фильм-спектакль) — Александр Данилович Громких, ген.директор комплекса заводов
- 1979 — Умри на коне — Тухачевский
- 1980 — В порядке исключения (фильм-спектакль) — Лагин
- 1981 — И с вами снова я... — граф Александр Христофорович Бенкендорф
- 1982 — Никколо Паганини — Родольф Крейцер
- 1982 — Василиса Мелентьева (фильм-спектакль) — князь Воротынский
- 1983 — Ложь на длинных ногах (фильм-спектакль) — Бенедетто Чигорелла
- 1984 — Приходи свободным — советник
- 1987 — Говори… (фильм-спектакль) — Виктор Семёнович Борзов, первый секретарь райкома
- 1987 — Анонимка (фильм-спектакль) — Владлен Сергеевич Пухов, доктор
- 1988 — Прошедшее вернуть — Пауль Шмитт, импресарио Клары Скамбричио
- 1988 — Монолог Камо (фильм-спектакль) — Малиновский
- 1989 — Доколе буду жив... (фильм-спектакль) — Сумароков
- 1990 — Неизвестные страницы из жизни разведчика — штурмбаннфюрер фон Бюллов
- 1993 — Заложники «Дьявола» — Донат Максимович Киреев
- 1993 — Аз воздам (Баларусь) — князь Сапега
- 1994 — Письма в прошлую жизнь — продавец в ювелирном магазине
- 1998 — Гамильтон (Hamilton, Швеция-Норвегия) — Фелинский
- 2003 — Нумер в гостинице города NN (фильм-спектакль) — Селифан
- 2005 — Один из многих — Рощин

## Награды и звания
- Заслуженный артист РСФСР (28.03.1977)
- Диплом на Всероссийском смотре «К 150-летию Л. Н. Толстого» (1978 год)
- Народный артист РФ (03.04.2005) — указ президента № 388[1]